# Eskapix
Eskapix är ett svenskt kulturradikalt förlag med utgivning av böcker och skrifter som mestadels är inriktade på nyskrivna texter av svenska förmågor. Det grundades 2005 av journalisten Henrik Holmström (f. 1975) och publicerar texter inom genrer och ämnen som avantgarde, skräck, postsurrealism, bizarro, underground, neodada, ockultism, neopulp,  crime noir, erotik samt poesi. Förlaget är även något av en samlingsplats för svenska, alternativa kreatörer där bland andra den svenske skräckförfattaren CJ Håkansson ofta medverkar med texter, andra som medverkar är Gunnar Blå, Sofia Albertsson, Johannes Pinter, Pål Eggert, Stewe Sundin, KG Johansson och Mia Mäkilä. Övrigt kan nämnas att novellen "Den brända jorden" som publicerades i Eskapix belönades med Catahyapriset för bästa svenskspråkiga science fiction-, fantasy- eller skräcknovell publicerad under 2008. 

## Historik
Eskapix hade en föregångare i tidskriften Warp, som endast utgavs med två nummer under 2004 och sedan lades ned. Men så tidigt som 2002 hade Henrik Holmström långt framskridna planer på att starta en alternativ reportagetidning i tabloidformat. Den gången fanns även Anders Palm och Bertil Falk med under diskussionerna. Tanken var att skapa en modern och lätt provokativ veckotidning med reportage om vetenskap, historia och populärkultur (med betoning på kiosklitteratur och B-filmer) samt noveller och vuxenserier, vilket då var en ovanlig kombination. Även redaktören Lasse Zernell var med på några av dessa tidiga möten. Zernell startade något år senare tidskriften "Allt om Vetenskap". Förutom blandningen av artiklar, noveller och serier har Eskapix idag föga gemensamt med den första tidningsprotypen från 2002-2003.

## Idag
Eskapix återuppstod som avantgardistiskt kulturtidskrift under våren 2021.

## Utgåvor

### 2007

#### Eskapix nr 3
- I Morfei armar – Johan Jönsson
- Vrålande metall – Henrik Holmström

#### Eskapix nr 4
- Svart katt – Camilla Jönsson
- Krönikan – Stefan Hedström
- Discomania – Bertil Falk
- Skrothögens frälsare – CJ Håkansson

### 2008

#### Eskapix nr 5
- Den brända jorden - CJ Håkansson
- Vargtimme - Camilla Jönsson
- Ryggont - Stewe Sundin
- Masque - Camilla Jönsson
- Latonia - Robert Warrebäck

#### Eskapix nr 006
- Havets döttrar - Camilla Jönsson
- Nattfärd - Stewe Sundin
- Gravskändaren - Guy De Maupassant
- Demonen - Gunnar Blå
- Köttets lust - Fredrik Granlund
- Staden - Karl Smuts
- Outsidern - H.P. Lovecraft

### 2009

#### Eskapix nr 007
- Blodsriten - Camilla Jönsson
- Den tunna tråden - CJ Håkansson
- Nemesis divina - Stewe Sundin
- Doktor mycroft - Ingemar Roos

#### Eskapix 001
- Vårtoffer - Karl Smuts
- Välkommen hem - Christian Westerlund
- Fotografen - Martin Kjellberg
- Främmande liv - Camilla Jönsson
- Porfyria - Jonas Wessel
- Skillingtryck - Stefan Hedström
- Lek vid vatten - Alice
- Köldfödd - Stewe Sundin
- Inget får förgås - Hans Persson

#### Eskapix 002
- Allt är eld - Emma Lindgren
- Slaves to darkness - CJ Håkansson
- Skymningsstaden - KG Johansson

### 2010

#### Eskapix nr 3
- Skräcken ur graven - Robert E Howard
- Two-Gun Bob - Jonas Wessel

#### Eskapix nr 4
- Livet lutar åt vänster - CJ Håkansson
- Demonguden -Bertram Milford
- Snigelsommar - Malin Rydén
- Ur havet - Lova Lovén
- It's a dirty job - Helen Lindholm
- En god natts sömn - Mikke schirén

### 2011

#### Eskapix nr 5
- Pupillen – Lova Lovén
- Jag bor här – CJ Håkansson
- Vid helvetets portar – Malin Rydén
- Parabellum – Stewe Sundin
- Mättnad – Susanne Samuelsson

#### Eskapix nr 6
- Nöjesfältet – Patrik Centerwall
- Rött slem – Titti Bäckman
- Genvägen – KG Johansson
- Antropologi – Jonas Wessel
- Under hennes hud – Lova Lovén
- Strandhugg – Malin Rydén

### 2012

#### Eskapix "bok 1"
- Spår i snö – Stewe Sundin
- Strängar – Camilla Jönsson
- Men först, låt oss be – Patrik Centerwall
- En undergångssaga – Sandra Christiansen
- Tyst Hunger – Malin Rydén

#### Vridna Historier
- Svarta Mary – Sandra Christiansen
- Stjärnfall – CJ Håkansson
- Djupet – Malin Rydén
- Skräcken i säven – Mariott Watson
- Dead Woman – Lova Lovén
- Blodsbunden – Stewe Sundin

#### Häxrötter
- Häxrötter - CJ Håkansson
- Shackler - Susanne Samuelsson
- Feuerbaby - Johnny X
- Kloth - Robert Warrebäck
- Skepnadsskiftare -Stewe Sundin
- Skräckens tempel -Robert E. Howard
- En död opera - Johann von Fritz
- Glöm inte köpa mjölk - Malin Rydén

#### Beelzebub Be Bop-
- För dina händers skull - Sandra Christiansen
- Stormens klösande hunger - Sofia Albertsson
- Hin håles påle - Jonas Wessel
- Dagon - H.P. Lovecraft
- Drakmannen - K.G. Johansson
- Sjön suger - Malin Rydén

### 2013

#### Brinn era djävlar! Brinn!
- Brinnande betong - Pål Eggert
- Parasiten -Christina Nordlander
- Casus Belli-Stewe Sundin
- Flickan och döden - Lady Dilke
- Kittens with chainsaws -Johannes Pinter
- Han inom skuggorna - Sofia Albertsson

### 2014

#### Nere på Flower & Dean Street avJenny Lundin
De överflödiga av Sofia Albertsson
Tolv nakna puddingar av Gordon Blackwood

### 2015
Kadavernatten & andra Historier - Skräcknoveller av CJ Håkansson, Lova Lovén, Johannes Pinter
Vägsjäl - Illustrerad desillusion i seriebok av Janne Karlsson och Stewe Sundin 
Köttmonstret i Celitz - ny upplaga i mjukpärm
Nere på Flower & Dean Street- ny upplaga i mjukpärm

### 2021
Eskapix Carpe Noctum
- Var det idag vi skulle ses? - Novell av Vanessa Leontina Allerth
- Undergångssaga - Erotisk novell av Sandra Christiansen
- Rå - Novell av Johanna Lönn-Skogh
- Vampyr Mon Amour - Essä av Stewe Sundin
- Lustmord - Novell av Stefan Hedström
- Balladen om Jack Ketchum - Essä av Stewe Sundin
- Svart romans på Chaussestrasse - Novell av Siv Andersson
- En glänta i skogen - Serie av Janne Karlsson